# Regina cæli
Pour les articles homonymes, voir Régina (homonymie), Regina Cœli (prison) et Coeli.
Le Regina cæli est une antienne mariale, prière chrétienne chantée en latin, dédiée à la Vierge Marie et associée à la joie de la Résurrection de Jésus. Il s'agit de l'une des quatre antiennes mariales du catholicisme. Le texte, qui se trouve dans le chant vieux-romain, est vraiment ancien alors que la mélodie en usage est une composition tardivement révisée.
Le Regina cæli remplace l'Angélus pendant le temps pascal, à savoir à partir des complies du Samedi saint jusqu'à la célébration de none du samedi après la Pentecôte, c'est-à-dire avant le dimanche de la Trinité.

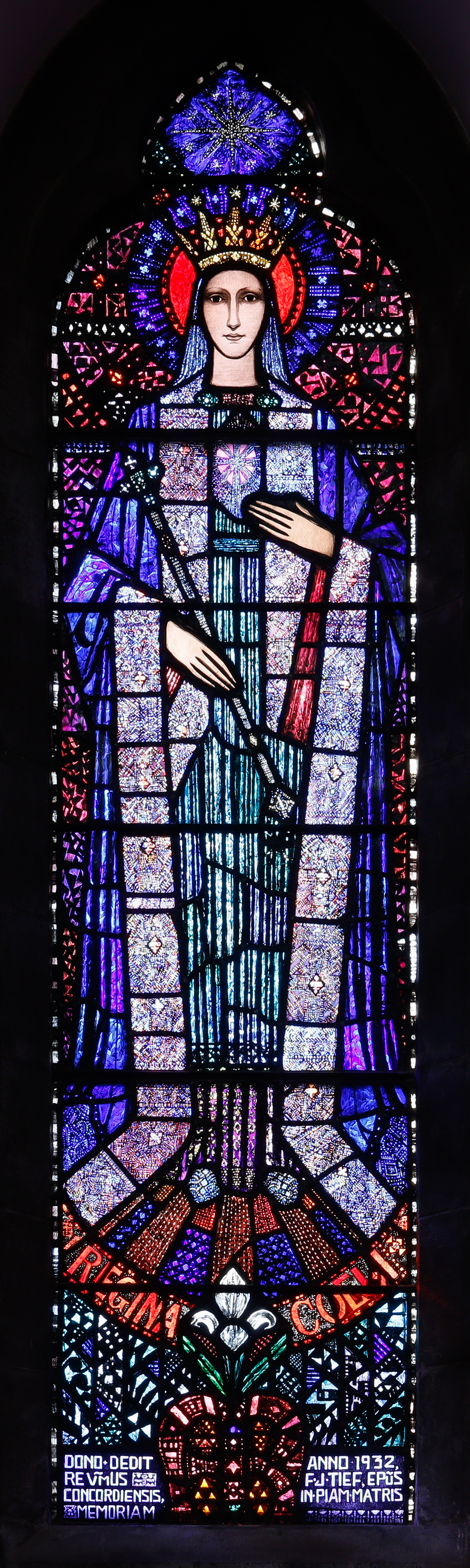
Vitrail Regina cæli de la cathédrale Saint-Brendan de Loughrea créé par Michael Healy († 1941).

## Le texte de la prière
| latin | français |
| --- | --- |
| Regína cǽli, lǽtáre, allelúia : Quia quem meruísti portáre, allelúia : Resurréxit, sicut dixit, allelúia : Ora pro nobis Deum, allelúia. Versicule, répons et texte, ci-dessous, viennent compléter l'antienne afin d'obtenir la prière du même nom remplaçant l'Angelus pendant la période pascale : ℣. Gaude et laetare, Virgo Maria, allelúia. ℟. Quia surrexit Dominus vere, allelúia. Oremus. Deus, qui per resurrectionem Filii tui, Domini nostri Jesu Christi, mundum laetificare dignatus es, praesta, quaesumus, ut per ejus Genitricem Virginem Mariam, perpetuae capiamus gaudia vitæ. Per eumdem Christum Dominum nostrum. Amen | Réjouis-toi, Reine du ciel, alléluia, car celui que tu as mérité de porter, alléluia, est ressuscité comme il l'avait annoncé, alléluia ; prie Dieu pour nous, alléluia. ℣. Soyez dans la joie et l'allégresse, Vierge Marie, alléluia. ℟. Parce que le Seigneur est vraiment ressuscité, alléluia. Prions. Dieu, qui, par la Résurrection de Votre Fils, notre Seigneur Jésus-Christ, avez bien voulu réjouir le monde. Faites-nous parvenir, par la prière de la Vierge Marie, sa Mère, aux joies de la Vie éternelle. Par le Christ notre Seigneur. Amen. |

N.B. : il existe deux orthographes pour le terme génitif singulier ciel en latin, cæli  et cœli , vraisemblablement à la suite d'une confusion ou d'une hésitation. Toutefois, l'usage dans la littérature ancienne et classique employait cæli tandis que, de même, c'était cette orthographe que le Vatican fit imprimer pour la célébration de Pâques en 2019 (voir ci-dessous). Benoît XVI aussi employait cæli.

## Partition

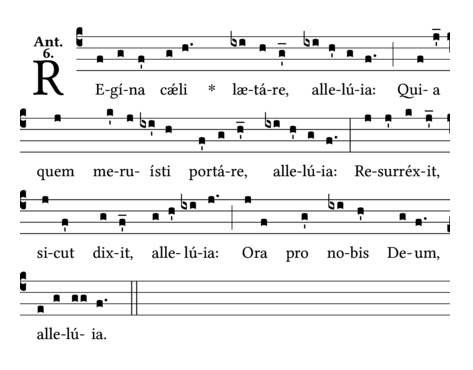

- voir aussi : libretto Domenica di Pasqua Resurrezione del Signore, Messa del giorno, celabrata dal santo Padre Francesco, p. 81 (le 21 avril 2019, Place Saint-Pierre) ;
avec verset et répons (Académie de chant grégorien)
- écouter en ligne avec partition : [écouter en ligne]

## Corpus antiphonalium officii
Composition ancienne, le Regina Cæli est classifié comme antienne grégorienne authentique. Dom René-Jean Hesbert donna, dans son grand catalogue Corpus antiphonalium officii, sa notification CAO4597. La mélodie de cette version grégorienne devint de nos jours hors d'usage.

## Historique

### Origine

#### Texte
La légende affectait l'auteur de l'antienne à saint Grégoire le Grand († 604) ou à Grégoire V († 998). En ce qui concerne saint Grégoire, il entendit, d'après la légende, à la basilique Santa Maria in Aracoeli trois anges chanter les trois premiers versets et composa lui-même le dernier. Cette histoire était mentionnée par Guillaume Durand, dans son œuvre Rationale diuinorum officiorum (Lyon, 1565) : « Beatus Gregorius ... aidotæ dicuntur tres voces angeloru canentiu : Regina cæli lætare, allelu Ia : quia quem meruisti portare, allelu Ia : resurrexit sicut dixit allelu Ia : statimque beatus Greg. adiunxit : Ora pro nobis Deum allelu Ia. » (Ia est le diminutif de Yahvé)
.
En réalité, l'auteur de texte reste inconnu,. Il n'existe aucun document sûr pour l'attribution à Grégoire V. Au regard de saint Grégoire, selon les manuscrits contemporaines de ce pape, non plus, il n'y eut aucun témoignage en tant qu'auteur des œuvres liturgiques, y compris du dit chant grégorien (l'attribution comme compositeur était une création dans la Vita Gregorii Magni (vers 872)). Néanmoins, ce docteur de l'Église était un grand réformateur de la liturgie, celui qui avait fait chanter l'alléluia, même après la Pentecôte. On considère, toutefois, que la légende de l'attribution à un pape Grégoire était issue de la pratique de cette antienne auprès du Saint-Siège. Il est certain, en effet, que le texte, qui possédait une mélodie différente et une composition assez simple, se trouve dans la tradition du chant papal, qui disparut au XIIIe siècle.

#### Regina cælidans le chant vieux-romain
À la différence d'autres antiennes mariales, le Regina cæli a un témoignage important et particulier, qui est l'un des seuls cinq manuscrits du chant vieux-romain. Celui-ci fut copié, après l'invention de la notation en lignes, tenue vers 1030 par Dom Guido d'Arezzo :
- Bibliothèque apostolique vaticane, Archives de Saint-Pierre, manuscrit B79 (Antiphonale officii, XIIe siècle), folio 110r [manuscrit en ligne] [transcription]
- antienne du Magnificat de l'octave de Pâques[5]
- dans une rubrique du folio 114v Regina cæli aussi, antienne pour saint Jean l'Évangéliste

Ce chant vieux-romain fut celui qui était utilisé, avec le privilège, à la chapelle pontificale de Rome, jusqu'à ce que le pape Innocent III († 1216) ou Nicolas III († 1280) ordonne son remplacement par le chant grégorien, en favorisant la pratique des Franciscains. Son origine est plus ancienne que celle du chant grégorien, lequel avait été composé dans l'optique de remplacer le vieux-romain dans le royaume carolingien, à partir du VIIIe siècle.
Si l'on trouve donc l'origine hypothétique de le Regina cæli dans cette tradition selon le rite romain, il existe une immense difficulté pour l'identifier, à savoir manque de manuscrits. En effet, jusqu'à l'invention de Guido d'Arezzo, ce chant était transmis, singulièrement par l'enseignement oral. D'autre part, le chant vieux-romain ne compte que cinq exemplaires, car Innocent III aurait demandé de détruire tous les livres de ce chant, en faveur du chant grégorien. D'où, l'origine reste floue. Il est vraisemblable que l'auteur était un personnage inconnu, tout comme ceux du Moyen Âge qui voulaient rester anonymes, même si l'on peut imaginer que soit son vrai auteur l'un des papes mentionnés au-dessus, notamment saint Grégoire Ier. Aucun découvert de manuscrit vieux-romain, après 1890 et 1952.

#### Mélodie
Si la mélodie en monodie, qui demeure largement en usage, est classifiée comme celle du sixième mode, elle perdit quasiment la modalité grégorienne. En fait, il s'agirait d'une mélodie révisée au XIIIe siècle ou plus tard. Le problème demeure pour les chercheurs, car, dans les manuscrits les plus anciens, on ne peut pas trouver la version actuelle.
Les manuscrits les plus anciens du catalogue CAO4597 (de l'antienne grégorienne) sont :
- Bibliothèque Vallicelliane, manuscrit C5 (antiphonaire bénédictin, entre 1100 et 1125), folio 154r : [transcription en ligne]
- pour la Toussaint
- Bibliothèque du chapitre de Lucques, manuscrit 601 (antiphonaire monastique bénédictin (antiphonaire camaldule), entre 1100 et 1150), folio 215 : publié par Dom André Mocquereau en 1906 (Paléographie musicale, tome IX)[4] [manuscrit en ligne] [transcription (manuscrit Lc)]
- pour rendre hommage à la Sainte Marie
- Bibliothèque du chapitre de Bénévent, manuscrit V-21 (antiphonaire monastique, XIIe siècle ou XIIIe siècle)[4] : [transcription (manuscrit Bv21)]
- pour la Pentecôte

Une variante se trouve en Espagne :
- Bibliothèque du chapitre de Tolède, manuscrit 44.2 (antiphonaire, vers 1095), folio 139v : [transcription (manuscrit T2)]
- pour la Nativité de Sainte Marie

La version qui peut être comparée avec celle de nos jours se trouve dans un manuscrit conservé en Autriche, qui possède un alléluia très développé. Il s'agit d'un antiphonaire, issu du monarchisme cistercien que saint Léopold III d'Autriche († 1136) adopta selon le conseil de son fils Otton de Freising. L'antienne, cependant ajoutée, se trouve sur le dernier folio :
- Bibliothèque nationale autrichienne, manuscrit 1799** (antiphonaire cistercien, entre 1225 - 1249), folio 249v (vraisemblablement ajoute du XIVe siècle[12]) : [manuscrit en ligne (voir folio 521 (von 528))] [transcription en ligne]
- pour l'office de la Sainte Marie

L'addition tardive dans d'autres manuscrits aussi indique que l'usage fut plus largement établi vers le XIVe siècle aux monastères :
- Bibliothèque de l'abbaye de Saint-Gall, manuscrit 388 (antiphonaire bénédictin de Saint-Gall, XIIe siècle), folio 472 (ajoute du XIVe siècle) : [manuscrit en ligne]
- pour la Sainte Vierge

La plupart des manuscrits, qui avaient été copiés dans ces siècles, sont ceux d'antiphonaires franciscains et bénédictins.
En résumé, ceux que ces manuscrits indiquent sont qu'une part, l'antienne connaît beaucoup de variété, tant de la mélodie que de l'usage liturgique. D'autre part, il y avait deux traditions, celle du Vatican (chant vieux-romain) et celle des monastères (chant grégorien). C'était cette dernière qui devint l'antienne de nos jours, avec une version plus simple.

### Au Moyen Âge
L'origine des quatre antiennes mariales (Regina cæli, Salve Regina, Alma Redemptoris Mater et Ave Regina) pour la liturgie des Heures se trouve dans le décret du chapitre général des Franciscains, qui fut à Metz en 1249,. Il semble que le pape Clément VI ait adopté cette façon pour le rite romain cent ans plus tard, en 1350, mais ce qui reste hypothétique.
Dans les archives, se trouve l'œuvre de John Dunstaple († 1453), en principal auprès de bibliothèques italiennes, celles d'Aosta, de Bologne et de Florence, ce qui est une particularité de ce compositeur britannique. Il s'agit de la composition la plus ancienne en polyphonie pour l'antienne Regina cæli. Or, l'œuvre de Marchettus de Padoue († 1318), une Ave Regina, suggère qu'il y aurait des pièces plus anciennes et perdues.
Il est à noter que, dans le codex Las Huelgas, qui fut copié vers 1400 ou avant, on compte trois antiennes mariales (motet double Ave Regina et Alma Redemptoris Mater (folio 113v), conduit Ave Maria (folio 151v)), mais il manquait le Regina cœli. Au regard d'une autre antienne mariale, il s'agissait d'une variante Salve Regina glorie mater stella maris en prose, ce qui signifie qu'au XIVe siècle l'utilisation de quatre (cinq) antiennes n'était pas encore établie en Espagne, en dépit de la réforme du pape Clément VI.

### À la Renaissance
Parmi de premières compositions en polyphonie, on compte le motet de Bertrandus Vacqueras, dans le manuscrit Chapelle Sixtine 63, folios 66v - 68v. Ce livre de chant était dédié au roi de France Charles VIII et peut être lié au passage de ce prince à Rome en 1495. Richard Sherr (Smith College) identifia et expliqua, en 2018 dans son livre, que le compositeur était originaire de Vacqueyras (Vaucluse) et que Vaquerassio (Bertrandus de Vaquerassio alias de Bessea), qu'il signait, n'était pas donc son vrai nom. Le compositeur français de cette Regina cæli, qui se qualifiait comme clergé du diocèse de Cavaillon, était sans doute issu de la famille Vassadel de Vacqueyras. Après avoir passé quelques années en Flandre, il était au service de la chapelle papale à Rome, à partir de 1483 et jusqu'à son décès en 1507.
En effet, à cette époque-là c'était des musiciens de l'école franco-flamande qui diffusaient ses œuvres, en déplaçant dans toute l'Europe. Au début de la Renaissance, Antoine Busnois, Alexandre Agricola, Heinrich Isaac, Jacob Obrecht, Pierre de La Rue et Adrien Willaert composèrent cette antienne Regina cæli, dont l'usage se trouvait en Italie, par exemple à la basilique Saint-Marc de Venise de laquelle Willaert était maître de chapelle.
Dans le contexte liturgique, l'usage de Regina cæli n'était pas fixée au XVe siècle. D'après l'étude de Michel Huglo, parmi quelques monastères en France, celle-ci n'était pas en usage, par exemple à Senlis, ni à la cathédrale de Cambrai. De nombreuses antiennes mariales étaient exécutées, sans règle, à Aix-en-Provence, à La Chaise-Dieu et à Sélestat. Au contraire, le Regina cæli et le Salve Regina étaient réservés à l'office du samedi, plus distingué, dans ces trois abbayes. Plus tard, l'antienne Regina cæli aura un rôle plus important, en raison de son texte contenant l'alléluia.

### Sous la Contre-Réforme
En ce qui concerne les quatre antiennes mariales, ou cinq avec l’Ave Maria, le concile de Trente, qui fut tenu afin de lutter contre la réforme protestante, possédait une importance considérable. Dans l'optique de promouvoir le culte marial, qui avait été rejeté par les protestants, le bréviaire d'après le rite tridentin, publié en 1568 sous le pontificat de Pie V, intégra l’Officium Parvum Beatæ Virginis (Petit livre de l'office de la Sainte Vierge), qui était déjà en usage,,.
À la suite de la Contre-Réforme, quelques chefs-d'œuvre furent composés selon cette reforme liturgique, par exemple, ceux de Francisco Guerrero, de Giovanni Pierluigi da Palestrina, de Roland de Lassus, de William Byrd, de Tomás Luis de Victoria. Quant à Giovanni Gabrieli, il écrivit un motet à douze voix, dans l'optique d'amplifier la festivité de son œuvre. La composition de Lassus († 1594) indique que la pratique ait été évoluée. En effet, de nombreux motets mariaux avec les textes de quatre antiennes furent écrits dans les années 1580 et ses dernières années, et son style adaptait à l'usage de vêpres et de complies. Durée plus modeste (moins de cent mesures), elles devinrent plus liturgiques. On peut considérer que, dans le rite romain, la pratique des antiennes mariales fut concrètement établie, après le concile de Trente, notamment à la suite de la publication du bréviaire tridentin.
On voit les détails d'usage, par exemple, dans les Offices et prières pour les Confrères Pénitens (sic) de la Miséricorde, qui furent publiés à Lyon en 1640, après que cette confrérie de laïcs avait été autorisée par le cardinal de Richelieu. D'où ce livre de prière était dédié à ce cardinal-archevêque de Lyon  :
- Office de la Vierge
  - à Laudes
    - (après l'hymne) antienne : Au temps de Pasques, qui est au mesme Office l'on dit Regina cæli, jusques au Samedy de devant la Trinité (p. 27)
    - (après le Canticum Zachariæ) antienne : Au temps de Pasques qui est le mesme Office (p. 28)

  - à Vespres
    - (après l'hymne Ave Maris Stella) antienne : Depuis Pasques jusques à la Trinité (p. 53)
    - (après le cantique Magnificat) antienne : Pour Pasques (p. 53)

  - à Complies
    - (après le chapitre Ecce Virgo concipiet) antienne : Pour Pasques (p. 58)
    - (après le cantique Nunc dimittis) antienne : Pour Pasques (p. 59)
    - (après Pater noster, Ave Maria et Credo) antienne : Depuis Samedy sainct jusques au Sameday apres la Pentecoste (p. 61)[25]
- Office de la Decollation S. Jean Baptiste
  - à Complies
    - (après la prière du recteur Benedicat) antienne : Salve Regina ou autre Antienne selon le temps (p. 153) ; [mais] Depuis le jour de Pasques jusques à Complies du Samedy de l'Octave de la Pentecoste, on doit toujours dire cette Antienne debout. Regina cæli ... (p. 155)

Donc, le jour de Pâques, cette antienne était chantée plusieurs fois lors des offices les plus importants. On constate par ailleurs qu'était déjà établie l'attribution exclusive de l'antienne Regina cæli au Temps pascal.

### Réforme de Benoît XIV
L'indulgence par les oraisons des fidèles fut promue au XVIIIe siècle, grâce aux deux papes, Benoît XIII et Benoît XIV. Benoît XIII déclara le 14 septembre 1724 que la récitation de l'Angélus au moment de la cloche à midi accordait cent jours d'indulgence aux fidèles. Cette attribution fut évoluée. C'était le pape Benoît XIV qui intégra la prière du Regina cæli pour cette indulgence avec sa notification datée du 20 avril 1742, en précisant qu'il faut remplacer l'Angélus par celle-ci pendant le Temps pascal, à savoir à partir de l'Alléluia de la messe du Samedi Saint jusqu'à la messe du samedi après la Pentecôte. La pratique, qui se continue jusqu'aujourd'hui, fut établie.

### Musique baroque
Il n'est pas certain que cette attribution de l'indulgence eût un effet dans le domaine musical. Néanmoins, à partir de cet événement, la composition musicale de cette antienne devint moins habituelle.
Avant ce phénomène d'amoindrissement, la composition était vraiment florissante. On compte plusieurs grands compositeurs italiens. Le premier est Giuseppe Giamberti duquel le manuscrit se trouve au Vatican, dans les archives de la Cappella Giulia. Cela signifie que l'œuvre était en usage au Saint-Siège. Ceux qui suivaient étaient Francesco Cavalli, Bonifazio Graziani, Maurizio Cazzati, Antonio Lotti et il ne faut pas oublier Antonio Vivaldi. Les deux musiciens italiens, qui demeuraient à Versailles sous le règne de Louis XIV, aussi composèrent leur motet, Jean-Baptiste Lully et Paolo Lorenzani.
Après Lully, qui n'avait cependant aucune fonction à la Chapelle royale, de nombreux musiciens français composèrent leur œuvre, en faveur de cette chapelle : Michel-Richard Delalande, André Campra, François Couperin, Nicolas Bernier, Louis-Nicolas Clérambault, Esprit-Joseph-Antoine Blanchard. Ils étaient les sous-maîtres de chapelle qui soutenaient les prêtres de haut rang, sinon, organiste de cette chapelle (Couperin) ou maître de la musique de la Maison royale de Saint-Louis (Clérambault). Ce dernier écrivit donc une version en monodie en faveur des orphelines de cette école à Saint-Cyr. Marc-Antoine Charpentier, quant à lui, n'avait jamais réussi à obtenir la fonction royale. Or, il avait écrit plusieurs œuvres de qualité qui étaient utilisées ailleurs. Pour cette antienne, Blanchard fut un personnage symbolique. En soutenant le Concert Spirituel, il prépara le déclin de la Chapelle royale, à laquelle le jeune Wolfgang Amadeus Mozart fut accueilli par lui en 1763.

### Musique classique
Au contraires des répertoires de la Renaissance et de la musique baroque, la composition de l'époque de la musique classique n'était pas florissante. Or, on remarque quelques œuvres distinguées, parmi ces compositions moins nombreuses.
L'œuvre de Jean-Joseph Mouret était un témoignage du Concert Spirituel, qui fut inauguré en 1725 à Paris et connaissait plus tard un immense succès. Cette organisation avait pour but d'offrir des concerts consistés de la musique sacrée, pendant que l'exécution de l'opéra était interdite, c'est-à-dire le Carême. À la suite de la démission et du décès du créateur Anne Danican Philidor en 1728, le compositeur devint l'un des successeurs. Aussi l'œuvre fut-elle chantée la veille du dimanche des Rameaux, le samedi 1er avril 1730, avant la Semaine Sainte, ce qui ne conformait pas au calendrier de la liturgie. Au contraire, la pièce du Marquise de Culant  fut chantée après Pâques (18 avril), le 23 avril 1756 mais c'était un vendredi. Sa publication fut effectuée, comme celles de Carlo Gesualdo, en omettant le nom d'auteur : de Mr le Marquis de C*****.
Wolfgang Amadeus Mozart composa ses deux antiennes mariales en mai 1771 et en mai 1772, à savoir au Mois de Marie. Il s'agissait des fruits qui étaient issus du voyage de Mozart en Italie, effectués avant que son patron et prince-archevêque Sigismund von Schrattenbach ne décède en décembre 1771. La première, KV108/74d, n'est autre qu'une symphonie italienne avec des parties vocales, selon l'avis du musicologue Alfred Einstein (1962). En effet, son orchestration était très riche avec l'usage de deux trompettes et deux cors. Il faut, de surcroît, un grand chœur et un orchestre complet pour celle-ci qui se constitue de quatre mouvements. En bref, l'œuvre est trop symphonique pour que l'on l'exécute à la cathédrale de Salzbourg en faveur de la liturgie [écouter en ligne]. La deuxième, KV127, aussi demeure une œuvre glorieuse. Certes, Mozart renonça l'usage de trompettes et de timbales. Or, dans cette œuvre, l'utilisation des cors est gardée et l'orchestre a besoin des altos divisés. Il faut remarquer que la partie de soprano solo est effectivement sophistiquée et virtuose. Car, Mozart avait écrit cette partie pour Maria Magdalena Lipp, qui était l'épouse de Michael Haydn et une grande soprano, ce que le compositeur précisait dans sa lettre datée du 12 avril 1778. Enfin, s'il manque de manuscrit autographe, KV276/321b reste, elle aussi, une œuvre authentique de Mozart, déterminée par Alfred Einstein dans son nouveau catalogue. Le compositeur écrivait toujours, pour ce texte, le motet symphonique pour une grande orchestre, afin d'amplifier la festivité. L'usage de timbales et de deux trompettes fut rétabli dans cette troisième Regina cæli.
L'œuvre de Johannes Brahms est une composition particulière dans ce répertoire. Il s'agit d'un canon, pour le chœur de femmes à quatre voix et deux solistes de soprano et d'alto. Compositeur protestant, mais il naquit à Hambourg où la Sainte Vierge était, avant la réforme protestante, sainte patronne. Après y avoir dirigé en 1859 deux pièces précédentes, O bone Jesu et Adoramus te Christe, le jeune compositeur ajouta, en 1863, le Regina cæli avec laquelle les Drei geistliche Chöre (Trois chants sacrés) furent formés.
S'il ne s'agit pas d'une composition liturgique, l'antienne est chantée dans l'opéra Cavalleria rusticana (1890) de Pietro Mascagni, à la scène 3 . C'est exactement le jour de Pâques qu'en qualité de fidèles, le chœur chante la Regina cæli dans une église.

### Usage actuel
L'utilisation officielle est réservée, selon le Calendarium Concilii Vaticani II, ad Completorium, c'est-à-dire à l'office de complies durant le Temps pascal, mais avec le texte iam ascendit.
Toutefois, l'usage universel garde le texte Resurrexit, et quelle que soit la célébration, cette antienne est chantée à la fin. Ce qui concerne le Temps pascal est précisé, dans la liturgie des Heures, pour la période à partir des complies du Samedi Saint jusqu'à la célébration de none du samedi après la Pentecôte inclus,. La pratique en grégorien demeure habituelle.
Par ailleurs, à la place de l'Angélus, le pape dirige, en tant que célébrant ainsi que selon la tradition et le calendrier, l'antienne Regina cæli à la place Saint-Pierre. Cela est tenu à midi du lundi de Pâques (dit lundi de l'Ange) ainsi que tous les dimanches suivants jusqu'à Pentecôte, en dévotion de se confier à la Vierge Marie tous les besoins de l'Église et de l'humanité. Les archives du Vatican manquent de documents durant le concile Vatican II, mais à partir du lundi 11 avril 1966 jusqu'ici, cette manière est toujours respectée. D'où, pendant le Temps pascal, cette célébration s'appelle Regina cæli au lieu d’Angélus.
Il reste peu de composition musicale pour ce texte, étant donné que cette antienne est la conclusion de l'événement pour laquelle on n'a pas besoin de grande œuvre, qui est en général destinée au milieu de célébration.

## Mise en musique

### Au Moyen Âge
- John Dunstaple (vers 1390 - † 1453) : motet à 3 voix[16],[41] [manuscrit en linge]

### À la Renaissance
- Antoine Busnois (vers 1430 - † 1492)[42] : [extraits de partitions]
  - antienne mariale à 4 voix (I)[43]
  - antienne mariale à 4 voix (II)[44]
- Alexandre Agricola (vers 1445 - † 1506) : motet à 2 voix[45]
- Philippe Basiron (vers 1449 - † 1491) : antienne mariale[46]
- Bertrandus Vacqueras (vers 1450 - † 1507) : motet, dans le manuscrit Chapelle Sixtine 63[18] [manuscrit en ligne (voir folios 66v - 68r)]
- Heinrich Isaac (vers 1450 - † 1517) : motet à 5 voix (vers 1510)[47]
- Jacob Obrecht (vers 1457 - † 1505) : antienne mariale[48]
- Pierre de La Rue (vers 1460 - † 1518) : motet à 4 voix[49]
- Pedro de Escobar (vers 1465 - † vers 1535) : antienne à 4 voix pour la Vierge Marie durant le temps pascal[50]
- Constanzo Festa (vers 1485 - † 1545) : motet[51]
- Adrian Willaert (vers 1490 - † 1562) : motet à 3 voix[52]
- Cristóbal de Morales (vers 1500 - † 1553) : 
  - motet à 4 voix[53] [partition en ligne][54]
  - motet à 5 voix[55] [partition en ligne][54]
  - motet à 6 voix[55] [partition en ligne][54]
- Cipriano de Rore (vers 1515 - † 1565) : motet à 3 voix[56]
- Giovanni Pierluigi da Palestrina (vers 1525 - † 1594) : motet à 8 voix, dans le manuscrit Cappella Giulia XIII[57]
- Francisco Guerrero (1528 - † 1599) : 
  - antienne mariale à 4 voix[58] (1555) [partition en ligne][54]
  - antienne mariale à 8 voix (1584)[55] [partition en ligne][54]
- Roland de Lassus (1532 - † 1594) : 
  - motet à 4 voix, dans le recueil Magnum opus musicum (1604)[59]
  - motet à 6 voix, dans le recueil Cantica sacra (1585)[60]
- William Byrd (vers 1543 - † 1623) : motet à 3 voix, dans le recueil Gradualia ac cantiones sacræ (1605)[61]
- Tomás Luis de Victoria (vers 1548 - † 1611) : 
  - motet à 5 voix pour Sabato In Resurrectione Domini (1572)[54] [partition en ligne] [manuscrit en ligne][54]
  - motet à 8 voix In ressurectione (1576)[55] [partition en ligne][54]
- Giovanni Gabrieli (1557 - † 1612) : motet à 12 voix[62]
- Lodovico Grossi da Viadana (1560 - † 1627) : motet à 4 voix[63]
- Philippe Rogier (vers 1561 - † 1596) : motet à 8 voix en double-chœur (1595)[64]
- Gregor Aichinger (1564 - † 1628) : motet pour chœur (1600)[65]
- Estêvão de Brito (vers 1570 - † 1641) : motet à 4 voix[55] [partition en ligne][54]

### Musique baroque
- Alessandro Grandi (1590 - † 1630) : motet pour une voix et instruments, dans les Motetti Libro III (1629)[66]
- Guillaume Bouzignac (vers 1592 - † vers 1641) : motet à 5 voix a cappella[67]
- Carlo Cozzi (15... ou 16... - † 1658)[68] : antienne mariale à 5 voix accompagnée d'orgue (1649) en manuscrit (copié par Sébastien de Brossard après 1680)[69]
- Giuseppe Giamberti (vers 1600 - † 1663) : antienne à la Vierge Marie à 4 voix, manuscrit Cappella Giulia XIII 28[70]
- Francesco Cavalli (1602 - † 1676) : motet pour alto, ténor, basse et basse continue, dans le recueil Musiche sacre concernenti messa, e salmi concerntati con istromenti, imni, antifone et sonate (1656)[71]
- Bonifazio Graziani (vers 1604 - † 1664) : motet à une voix seule accompagné de basse continue, dans le recueil Il terzo libro de motetti a voce sola, op. 8 (1658)[72]
- Maurizio Cazzati (1616 - † 1678) : antienne pour ténor et instruments, dans le recueil Le 4 antifone annuali della BVM poste in musica, op. 42 (1667)[73]
- Joan Cererols (1618 - † 1680) : antienne à 8 voix[74] [partition en ligne][54]
- Jean-Baptiste Lully (1632 - † 1687) : motet à 4 voix, LWV77/12 (1670)[75] [manuscrit en ligne]
- Paolo Lorenzani (1640 - † 1713) : motet à 5 voix accompagné d'instruments (1963)[76]
- Marc-Antoine Charpentier (1643 - † 1704) : 
  - antienne pour 2 sopranos et basse continue, H16 (1671)[77]
  - antienne pour haute-contre, ténor, basse et basse continue, H30 (1690)[78]
  - motet pour 2 sopranos et basse continue, H32 (vers 1691)[79]
  - motet pour haute-contre, ténor, basse, chœur à 4 voix et instruments, H46 (vers 1696)[80]
- Rupert Ignaz Mayr (1646 - † 1712) : œuvre pour basse et instruments, op. 3 (1681)[81]
- Giuseppe Antonio Bernabei (1649 - † 1732) : motet à 4 voix[82]
- Michel-Richard Delalande (1657 - † 1726) : motet pour soprano, haute-contre, basse-taille, chœur et instruments, S53 (1698, révision vers 1730)[83]
- André Campra (1660 - † 1744) : motet pour 3 solistes, chœur à 5 voix et instruments (1724)[84] [manuscrit en ligne]
- Nicolas Bernier (1665 - † 1734) : motet pour 2 voix et basse continue, dans le recueil Motets à une, deux et trois voix, op. 1, n° 21 (1703)[85]
- Joseph-Valette de Montigny (1665 - † 1738) : antienne mariale à voix seule pour le temps de Pâques (1735)[86] [manuscrit en ligne]
- Antonio Lotti (1666 - † 1740) : motet à 4 voix[87]
- François Couperin (1668 - † 1733) : motet pour 2 sopranos et basse continue[88]
- Antonio Caldara (vers 1671 - † 1736) : œuvre à 4 voix avec basse continue[89]
- Louis-Nicolas Clérambault (1676 - † 1749) : antienne à l'unisson dans les Chants et motets à l'usage de l'Église et Communauté des Dames de la Royale Maison de St. Loüis à St. Cyr (1733)[90] [partition en ligne]
- Jean-Baptiste Morin (1677 - † 1745) : motet à 2 voix pour la Sainte Vierge au temps de Paques (1735)[91] [manuscrit en ligne]
- Antonio Vivaldi (1678 - † 1741) : fragment d'une œuvre (2 derniers mouvements), RV615 (avant 1736)[92]
- Jean-Joseph Mouret (1682 - † 1738) : motet à voix seule accompagné d'instruments (1730)[29]
- Louis Lemaire (vers 1693 - † vers 1750) : antienne à la Vierge à la voix seule accompagnée d'orgue (1735)[93] [manuscrit en ligne]
- Esprit-Joseph-Antoine Blanchard (1696 - † 1770) : motet pour 3 solistes, chœur à 5 voix et instruments (1745)[94]
- Juan Francés de Iribarren (1699 - † 1767) :
  - motet à 4 voix (I)[55] [partition en ligne][54]
  - motet à 4 voix (II)[55] [partition en ligne][54]
- Johann Adolph Hasse (1699 - † 1783) : œuvre à 4 voix avec alto solo et orchestre[95]

### Musique classique
- René-Alexandre de Culant-Ciré (1718 - 1788) : motet à voix seule (1756)[31] [partition en ligne]
- Franz Joseph Aumann (1728 - † 1797) : œuvre pour 2 sopranos, chœur à 4 voix et instruments[96]
- Louis Grénon (1734 - † 1769) : motet pour 5 solistes, chœur à 5 voix et instruments (1767)[97]
- François Giroust (1737 - † 1799) : œuvre pour 2 solistes et orgue[98] [manuscrit en ligne]
- Antoine Merle (1754 - † 1835) : œuvre pour 3 solistes, chœur à 4 voix et grand orchestre (1785)[99] [manuscrits en ligne]
- Wolfgang Amadeus Mozart (1756 - † 1791) : 
  - antienne mariale à 4 voix avec orchestre, KV108/74d (1771)[100],[101]
  - antienne mariale pour soprano solo, chœur à 4 voix et orchestre, KV127 (1772)[101],[102]
  - antienne à 4 voix, orchestre et orgue, KV276/KV321b (1779)[103],[101],[104]
- Luigi Cherubini (1760 - † 1842) : motet pour 3 solistes, chœur à 3 voix et orchestre, en faveur de la Chapelle royale sous Louis XVIII et Charles X[105]
- Pierre Desvignes (1764 - † 1827) : 
  - œuvre pour 3 solistes, chœur à 4 voix et orchestre (avant 1790)[106]
  - œuvre à 3 voix accompagnée d'orchestre (1802)[107]
- Charles Gounod (1818 - † 1893) : motet à 5 voix, dans les Chants sacrés (1846)[108]
- Johannes Brahms (1833 - † 1897) : canon pour soprano, alto et chœur à 2 voix de femmes, dans les Drei geistliche Chöre, op. 37, n° 3 (1859)[109] [partition en ligne]
- Charles-Marie Widor (1844 - † 1937) : œuvre à 4 voix a cappella (1887)[110]
- Mel Bonis (1858 - † 1937) : hymne en 2 versions pour 2 voix et piano (1899)[111]
- Jean Roger-Ducasse (1873 - † 1954) : motet pour soprano, chœur à 4 voix et orgue (1911)[112]

### Œuvre contemporaine
- Roger Calmel (1920 - † 1998) : œuvre à 3 voix, dans le Triptyque marial, n° 1 (1990)[113]
- Cristóbal Halffter (1930 - ) : antienne pascale pour 4 solistes, chœur à 4 voix et orchestre (1964)[114]
- Daniel Roth (1942 - ) : motet pour chœur à 4 voix (2006)[115]
- Dominique Plénat (1944 - ) : œuvre à 4 voix a cappella (2019)[116]
- Éric Lebrun (1967 - ) : œuvre pour 2 voix égales de femmes et orgue, dans les 5 motets à la Vierge, op. 9, n° 2 (2003)[117]
- Lise Borel (1993 - ) : œuvre pour chœur à 7 voix égales (2020)[118]
- Sinéad O'Connor (1966 - † 2023) : interprétation dans son disque She Who Dwells in the Secret Place of the Most High Shall Abide Under the Shadow of the Almighty (en) (2003)

### Transcription
- Franz Liszt (1811 - † 1886) : transcription d'un motet de Roland de Lassus accompagnée d'orgue, LW E21 (ou S663, R405) (1865)[119]

### Œuvre instrumentale
- Simone Plé-Caussade (1897 - † 1986) : pièce avec variations pour orgue (1949)[120]

### Attribution incertaine
- Leonel Power[121]

### Notices
- Académie de chant grégorien (Belgique) : version avec resurrexit ainsi que version avec iam ascendit
- Bibliothèque nationale de France : Regina Caeli (musique)

### Liste de manuscrits
- Université de Waterloo :

### Synopsis
- Université de Ratisbonne :  et variante
- Institut de recherche et d'histoire des textes : transcription en notation contemporaine

### Site du Vatican
- Liste de Regina cæli du pape François en vidéo :
- Liste de Regina cæli du pape François depuis 2013 :
- Liste de Regina cæli du pape Benoît XVI (le 1er mai 2005 - le 27 mai 2012) :
- Liste de Regina cæli du pape Jean-Paul II (le 22 avril 1979 - le 3 avril 2005) :
- Pontificat de Jean-Paul I sans Regina cæli en raison de son décès inattendu
- Liste de Regina cæli du pape Paul VI (le lundi de Pâques 11 avril 1966 - la Pentecôte 14 mai 1978) :
- Deux Regina cæli du pape Jean XXIII en italien (le 17 mai 1959 et le 24 avril 1960) :